# Vítor Bruno
Vítor Bruno Clara Santos Motas Fernandes (Coimbra, Portugal, 2 de dezembro de 1982), mais conhecido como Vítor Bruno, é um ex-jogador e treinador de futebol português. Atualmente, está sem clube.

## Trajectória
Vítor Bruno nasceu em Coimbra, já que seu pai era, na época, treinador da Académica. Jogou nas categorias de base do clube até 2001 e, após atuar em diferentes equipes amadoras, aposentou-se como jogador em 2008 para iniciar sua carreira como técnico.
Em 2009, tornou-se assistente técnico de Augusto Inácio no Interclube, Naval e Leixões, antes de integrar a equipe técnica de Sérgio Conceição no Olhanense em 2011. Mais tarde, acompanharia Sérgio na sua trajetória por vários clubes, incluindo um período de sete temporadas no Porto a partir de 2017.[carece de fontes?]
Em 6 de junho de 2024, foi confirmado como treinador do Porto e assinou um contrato por duas temporadas. Na sua primeira partida, conquistou a Supertaça de Portugal ao vencer o Sporting de Lisboa por 4-3.
Em 20 de Janeiro de 2025 foi demitido do cargo de treinador principal do Porto. 

## Títulos
FC Porto[carece de fontes?]
Supertaça Cândido de Oliveira: 2024[carece de fontes?]